# Mi reflejo
Mi reflejo é o segundo álbum de estúdio e primeiro em espanhol da artista musical norte-americana Christina Aguilera, lançado a 12 de Setembro de 2000. As gravações iniciaram-se em Janeiro de 2000, estendendo-se a um período de sete meses com término em Agosto. Foi produzido por Rudy Pérez, Sergio George, que também ajudou na escrita das canções do álbum.
Devido ao enorme impacto de sua estreia na indústria da música, Christina Aguilera queria mostrar suas raízes latinas e decidiu gravar um álbum totalmente em espanhol, o álbum contém 5 canções de Christina Aguilera, seu primeiro álbum de estúdio e 6 novas canções. Comercialmente, o álbum se tornou um enorme sucesso nas paradas latino-americanas, assim como o seu primeiro álbum de estúdio. Estreou nos Estados Unidos em #1 na Billboard Top Latin Albums, e permaneceu na posição por 24 semanas consecutivas, este recorde não foi superado até hoje. Estreou também na Billboard 200, desta vez na posição #27. Além de alcançar a posição número #1 em vários países, como México, Argentina, Espanha, Chile e Venezuela. Apesar de o álbum ser totalmente em espanhol, o sucesso do mesmo não se limitou apenas nas paradas latino-americanas, e entrou nas principais paradas do Japão, Suiça e Austrália. O álbum foi certificado 6x platina nos Estados Unidos e vendeu 600 mil cópias no país, além de vender 2.2 milhões de cópias mundialmente.
Em 2001 o álbum e as canções receberam 3 indicações para o Grammy Latino. Venceu a categoria de "Melhor Álbum Pop Feminino do Ano", fazendo de Aguilera a primeira cantora a ganhar um Grammy Latino desbancando cantores como Thalía, Laura Pausini e Paulina Rubio. Além das indicações para "Gravação do Ano" por "Pero Me Acuerdo de Ti" e "Melhor Performance Pop Vocal" por "Genio Atrapado". O álbum também foi indicado ao Grammy Awards de 2001 na categoria "Melhor Álbum Pop Espanhol", além de ter vencido duas das duas indicações que recebeu no Billboard Latin Music Awards.
O primeiro single do álbum, "Pero Me Acuerdo de Ti", se tornou um sucesso nas paradas latinas, e chegou ao número #1 em mais de 10 países, como Argentina, México, Peru, Uruguai, Espanha e Venezuela. E o segundo single, Falsas Esperanzas, que obteve um grande sucesso nas paradas, além de ter entrada para a principal parada no Japão, a Oricon.

## Antecedentes e composição
O empresário de Aguilera, Steve Kurtz disse à MTV que Aguilera estava falando sobre a gravação de um álbum em espanhol mesmo antes de gravasse o seu álbum de estreia. Em 2000, Aguilera começou a gravar com o produtor Rudy Pérez em Miami. De acordo com Pérez, Aguilera já sabia algumas palavras em espanhol durante a gravação do álbum. Na época, ela estava em turnê promovendo seu álbum de estreia, Christina Aguilera e começando a gravar seu terceiro álbum de estúdio, e o primeiro de Natal, My Kind of Christmas, também lançado em 2000. O título do álbum foi originalmente planejado para ser intitulado como "Latin Lover Girl", mas foi rebatizado mais tarde de "Mi Reflejo". O nome "Mi Reflejo" foi fortemente influenciado pelo seu single de estreia para a trilha sonora de Mulan, "Reflection. Antes de gravar o álbum, Pérez escreveu todas as letras do álbum, juntamente com outro compositores para Aguilera, e logo em seguida a ajudou a pronunciar palavras em espanhol, entre elas, os "R's" de "Refle-Jo".

## Recepção

### Recepção da crítica
| Críticas profissionais | Críticas profissionais |
| Pontuações agregadas   | Pontuações agregadas   |
| Fonte                  | Avaliação              |
| ---------------------- | ---------------------- |
| Metacritic             | 56/100                 |
| Avaliações da crítica  |                        |
| Fonte                  | Avaliação              |
| Allmusic               | [ 15 ]                 |
| Billboard              | (Positiva)             |
| Entertainment Weekly   | (C)                    |
| Wall of Sound          | 72/100                 |

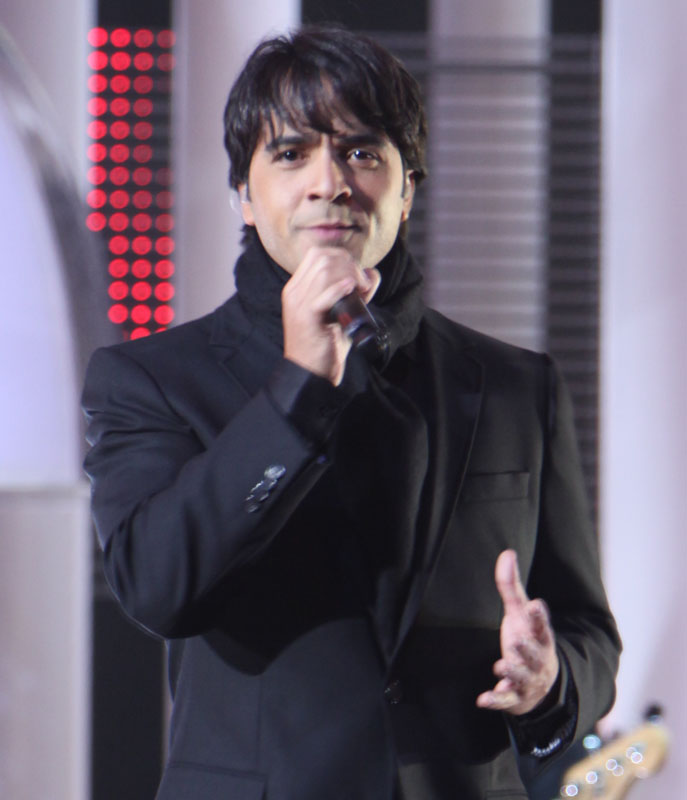
O cantor porto-riquenho, Luis Fonsi fez uma colaboração com Aguilera em "Si No Te Hubiera Conocido"

A recepção da crítica a Mi Reflejo tem sido mista, com uma classificação de 56/100 no Metacritic, um ponto a mais do que o seu segundo álbum de estúdio Stripped. Allmusic descreveu o álbum como um "espelho" de seu álbum de estreia álbum Christina Aguilera. O crítico do site afirmou que: "Esse álbum é resultado de algo muito familiar, mesmo que seja elegante, bem-produzido e enriquecido com um par de novas músicas legais. Mas mesmo assim, é difícil ver o álbum Mi Reflejo como algo diferente, é agradável de ouvir, mas não acrescenta absolutamente nada de novo à sua música, apenas roupas novas."
As músicas do álbum lhe renderam duas indicações ao Grammy Latino, um na categoria de "Melhor Performance Vocal Pop Feminina" por Genio Atrapado em 200 e "Gravação do Ano" por Pero Me Acuerdo de Ti em 2001. O álbum lhe rendeu uma indicação ao Grammy Award na categoria de "Melhor Álbum de Pop Latino" e uma vitória no Grammy Latino na categoria de "Melhor Álbum Vocal Pop Feminino" em 2001. Aguilera se tornou a primeira artista a vencer um Grammy Latino.

"Acho que o mercado mainstream só nos reconhece quando fazemos um grande sucesso mundial assim"

Rudy Pérez comentando o sucesso de Mi Reflejo.

### Desempenho comercial
O álbum em espanhol estreou no número #27 na Billboard 200 e, até 2012, vendeu 600 mil cópias nos Estados Unidos. O álbum é a maior estreia de todos os tempos da história da Billboard Top Latin Albums, ficando por mais de 24 semanas consecutivas em #1 lugar. Em 10 de setembro de 2001, foi certificado 3x platina pela RIAA (que mais tarde foram atualizados para 6x quando RIAA mudou os níveis de certificação). É um dos álbuns latinos mais vendidos de todos os tempos nos Estados Unidos, e o álbum em espanhol mais vendido por uma americana. Até Novembro de 2000, vendeu mais de 32 mil cópias apenas no Japão e mais 60 mil por toda a Ásia. Um grande feito por um álbum espanhol na região. Além disso, foi disco de platina na Argentina, Espanha, Chile, Venezuela, Panamá, Costa Rica, Peru e Colômbia, e duas vezes platina no México. Em Dezembro de 2000, Mi Reflejo já tinha vendido mais de 1 milhão de cópias, de acordo com diferentes fontes, as vendas variam entre 2.2 milhões e 3 milhões de cópias em todo o mundo, o que significa um grande sucesso para um álbum em espanhol.

## Singles
O primeiro single oficial do álbum, "Pero Me Acuerdo de Ti", foi lançado em 13 de fevereiro de 2001. A canção chegou a número #8 na Billboard Latin Songs e ao número #5 na Latin Pop Songs. Na Espanha alcançou o número 3 na parada da PROMUSICAE, e chegou ao topo das paradas em países como, Argentina, Uruguai, Venezuela, Chile e no México. Esta canção não é uma versão em espanhol de uma canção em inglês. O vídeo da música foi dirigido por Kevin G. Bray.
O segundo single "Falsas Esperanzas", foi lançado em 4 de maio de 2001. A canção não entrou na parada da Billboard Latin Pop Songs, mas alcançou o número #15 na Espanha e o topo das paradas em países que o single anterior entrou. O vídeo da música foi dirigido por Lawrence Jordan.

## Promoção

### Apresentações ao vivo
Para promover o álbum, Aguilera participou de programas no México e no Japão. Além de apresentar "Pero Me Acuerdo de Ti" e "Falsas Esperanzas" no Grammy Awards de 2001.

### Turnê
No final do mês de Abril de 2000, foi confirmado que Christina Aguilera iria embarcar numa turnê mundial, intitulada Christina Aguilera in Concert, que teve início a 19 de Maio de 2000 e término a 1 de Fevereiro de 2001. O conceito passou por realizar sete concertos em cidades e países diferentes na América do Norte, Europa, América Latina e na Ásia a fim de promover seus dois álbuns de estúdio, Christina Aguilera e Mi Reflejo. A turnê foi aberta pelo grupo Destiny's Child.

## Faixas
| N.º | Título                                         | Compositor(es)                                       | Duração |  |
| 1.  | "Genio Atrapado"                               | David Frank, Pamela Sheyne, Rudy Pérez, Steve Kipner | 3:38    |  |
| 2.  | "Falsas Esperanzas"                            | Jorge Luis Piloto                                    | 2:57    |  |
| 3.  | "El Beso Del Final"                            | Franne Golde, Rudy Pérez, Tom Snow                   | 4:42    |  |
| 4.  | "Pero Me Acuerdo de Ti"                        | Rudy Pérez                                           | 4:26    |  |
| 5.  | "Ven Conmigo (Solamente Tú)"                   | Johan Aberg, Paul Rein, Rudy Pérez                   | 3:11    |  |
| 6.  | "Si No Te Hubiera Conocido (feat. Luis Fonsi)" | Rudy Perez                                           | 4:50    |  |
| 7.  | "Contigo En la Distancia"                      | César Portillo DeLaLuz                               | 3:44    |  |
| 8.  | "Cuando No Es Contigo"                         | Manuel Lopez, Rudy Pérez                             | 4:10    |  |
| 9.  | "Por Siempre Tú"                               | Diane Warren, Rudy Perez                             | 4:05    |  |
| 10. | "Una Mujer"                                    | Guy Roche, Shelly Peiken, Rudy Perez                 | 3:14    |  |
| 11. | "Mi Reflejo"                                   | David Zippel, Matthew Wilder, Rudy Perez             | 3:38    |  |

## Desempenho nas tabelas musicais
| Parada musical (2000)                  | Melhor posição |
| -------------------------------------- | -------------- |
| Argentina - Argentine Albums Chart     | 1              |
| Espanha - (PROMUSICAE)                 | 13             |
| Estados Unidos - (Billboard 200)       | 27             |
| Estados Unidos - (Top Internet Albums) | 20             |
| Estados Unidos - (Top Latin Albums)    | 1(24x)         |
| Estados Unidos - (Latin Pop Albums)    | 1(20x)         |
| Japão - (Japanese Albums Chart)        | 84             |
| México - (AMPROFON)                    | 1              |
| Peru - (IFPI)                          | 1              |
| Suíça - (Swiss Albums Chart)           | 54             |

| Chart (2000)                                | Maior posição |
| ------------------------------------------- | ------------- |
| Estados Unidos (Billboard Top Latin Albums) | 5             |
| Estados Unidos (Billboard Latin Pop Albums) | 1             |
| Chart (2001)                                | Maior posição |
| Estados Unidos (Billboard Top Latin Albums) | 2             |
| Estados Unidos (Billboard Latin Pop Albums) | 2             |

| Chart (2000s)                               | Posição |
| ------------------------------------------- | ------- |
| Estados Unidos (Billboard Top Latin Albums) | 13      |
| Estados Unidos (Billboard Latin Pop Albums) | 7       |

## Certificações
| País/Associação       | Certificação | Vendas   |
| --------------------- | ------------ | -------- |
| Argentina - CAPIF     | Platina      | 60,000+  |
| Chile - IFPI Chile    | 2× Platina   | 40,000+  |
| México - AMPROFON     | 2× Platina   | 300,000+ |
| Espanha - PROMUSICAE  | Platina      | 100,000+ |
| Estados Unidos - RIAA | 6× Platina   | 600,000+ |
| Peru - IFPI           | Platina      | 6,000+   |
| Venezuela - APROFON   | Platina      | 10,000+  |

## Histórico de lançamento
| País           | Data                   | Formato(s)        | Editora discográfica |
| -------------- | ---------------------- | ----------------- | -------------------- |
| Estados Unidos | 12 de Setembro de 2000 | CD + fita cassete | RCA Records          |